# Adamantios Koraïs

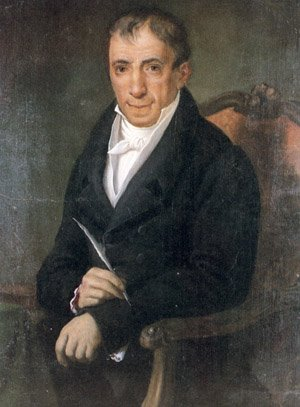
Adamantios Koraïs

Adamantios Koraïs (Grieks: Αδαμάντιος Κοραής) (Smyrna, 27 april 1748 - Parijs, 6 april 1833) was een Grieks-Franse linguïst, een van de beste hellenisten van zijn tijd. Hij was een voortreffelijk uitgever van Oudgriekse teksten en een groot patriot. Hij stond afgebeeld op de voormalige Griekse bankbriefjes van 100 drachme.

## Biografie
Koraïs werd als zoon van een groothandelaar geboren te Smyrna (nu İzmir), waar hij de Evangelische School bezocht, terwijl hij in het Latijn en in de Westerse talen werd ingewijd door Bernard Keun, predikant van het Nederlandse consulaat, die hij zijn hele leven dankbaar bleef. Toen hij als vertegenwoordiger van zijn vader naar Amsterdam werd gestuurd (1772-1779), verwaarloosde hij diens zaken om zijn kennis te verrijken.
Van 1782 tot 1788 studeerde Koraïs medicijnen aan de Universiteit van Montpellier, waar hij de doctorstitel behaalde op twee proefschriften (Psychologie en De medicus volgens Hippocrates). In zijn levensonderhoud voorzag hij door vertaalwerk, want de zaak van zijn vader was intussen bankroet. In 1788 kwam hij naar Parijs, waar hij tot zijn dood zou verblijven. Daar werd hij een bewonderend ooggetuige van de Franse Revolutie, waarvan hij het succes verklaarde als een gevolg van de "Verlichting" van de 18e eeuw. Hij zag het als zijn ideaal, aan een dergelijke gebeurtenis mee te werken in zijn eigen land: daar, zo meende hij, zou men tot de bevrijding komen door bestudering van de Oudgriekse schrijvers en door zuivering van de moderne taal (zie: katharevousa).
Koraïs zegde nu de geneeskunde vaarwel en wijdde zich voortaan aan de uitgaven van Oudgriekse schrijvers, die hij liet verschijnen met lange voorwoorden ten dienste van de Griekse leerlingen en leraren, over de verklaring van de antieke gedachte, commentaren over de moeilijkheden van de tekst, vernuftige vergelijkingen met het moderne Grieks.
Koraïs' invloed was geweldig. De rijken vroegen hem, hoe zij het vaderland met hun goud konden helpen, geletterden vroegen zijn raad voor het openen van nieuwe scholen, en toen de Griekse Onafhankelijkheidsoorlog uitgeroepen was, werd hem bovendien verzocht schepen te bevrachten om munitie te zenden, om kinderen van slavernij te redden enz.

## Literaire betekenis
Er verschenen zeventien delen van zijn Helleense Bibliotheek met nog eens negen delen Supplementen bij de Helleense Bibliotheek. Deze uitgaven werden bekostigd door Grieksgezinde sympathisanten, en de boeken werden gratis aan Griekse scholen en leerlingen verstrekt. In de twist tussen taalpuristen en demotisten koos hij voor de verzoenende middenweg. Auteurs als Plato en Isocrates schreven volgens hem niet zoals de roeiers van de Atheense vloot spraken. Men moest dus wel het Griekse volk helpen en stimuleren om een zuiverder, rijker en soepeler taal te scheppen, maar men mocht het geen antiek ideaal opleggen, want niemand zou dergelijke onrealistische aanbevelingen opvolgen; "Laten we dus", zo schreef hij, "noch de tyrannen van het lagere volk, noch de slaven van zijn vulgariteit zijn".
Toen Napoleon, weliswaar om politieke redenen, een Franse vertaling van Strabo wilde laten maken, vertrouwde hij dit werk (5 delen, 1805-1819) toe aan Koraïs en Du Theil.
Bepaalde politieke dwalingen kunnen geen afbreuk doen aan de roem van deze grote hellenist en patriot. Zijn correspondentie vormt een weergaloze historische bron, want hij beantwoordde iedereen en vanuit zijn armoedig kamertje gingen goede raad, bescherming, en hulpmiddelen de Griekse wereld in. Terecht is hij genoemd de Μέγας του Γένους Διδάσκαλος (d.i. "Grote Leraar van de Natie"), en kreeg hij een standbeeld aan de propyleeën van de Atheense Universiteit.
- Biblioteca Nacional de España: XX5016110
- Bibliothèque nationale de France: cb121835680 (data)
- CiNii: DA15988006
- Gemeinsame Normdatei: 118565346
- International Standard Name Identifier: 0000 0001 2144 1591
- Library of Congress Control Number: n82208074
- Nationale Bibliotheek van Tsjechië: mzk2017969193
- Nationale bibliotheek van Australië: 35280046
- Nationale Bibliotheek van Israël: 987007272665605171
- Nationale Bibliotheek van Polen: a0000002282155
- Nederlandse Thesaurus van Auteursnamen: 069905924
- Réseau des bibliothèques de Suisse occidentale: 02-A000099649
- LIBRIS: 207683
- Système universitaire de documentation: 030418011
- Trove: 895275
- Virtual International Authority File: 95174123
- WorldCat: E39PBJf8tf9Y7GvgD8mWWhx4bd